# Дарда, Даниэль
Даниэль Дарда (Daniel Dardha; род. 1 октября 2005, Мортсел, округ Антверпен) — бельгийский шахматист, гроссмейстер. Трёхкратный чемпион Бельгии (2019, 2021, 2022; самый молодой чемпион Бельгии по шахматам — 13 лет и 10 месяцев).
Бронзовый призёр чемпионата Европы 2023 года.
Даниэль Дарда имеет албанские корни. Его отец (Арбен Дарда 1972 г. р., мастер ФИДЕ) и дед (Бардюль Дарда, 1937 г. р.) — также шахматисты. Ученик отца и Ивана Соколова.
Участник чемпионатов мира по рапиду и блицу 2022 и 2023 гг.
В составе сборной Бельгии участник трёх олимпиад (2018, 2022, 2024), трёх командных чемпионатов Европы (2019—2023).
Победитель командного первенства Бельгии 2018/19 в составе Cercle d’Échecs Fontainois. Участник командных лиг Боснии и Герцеговины, Германии, Израиля, Италии, Нидерландов, Польши, Португалии, Франции, Хорватии.
Участник Кубка европейских клубов:

2021 и 2022 гг. — в составе бельгийской команды Schachfreunde Wirtzfeld;

2023 — в составе C’Chartres Échecs (Франция).

## Изменения рейтинга
| Графики недоступны из-за технических проблем. См. информацию на Фабрикаторе и на mediawiki.org. |